# SportyNet
SportyNet é um canal de televisão por assinatura brasileiro voltado para a transmissão de torneios de futebol nacional e internacional. Foi lançado originalmente com o nome Nosso Futebol e, posteriormente, renomeado para SportyNet. O canal conta também com uma versão em pay-per-view, intitulada SportyNet+.
Até então, tratava-se de um projeto independente, fruto de uma parceria formada entre o DAZN, a Vrio Corp. (Sky) e a Claro. Desde maio de 2025, o canal passou a ser gerido pelo Sporty Group.

## História

### Nosso Futebol (2023–2025)

Logotipo do Nosso futebol, usado entre 2023 e 2025

Em 5 de janeiro de 2023, a operadora Sky Brasil e o serviço de streaming DGO, anunciaram a comercialização de um novo pacote em pay-per-view, intitulado Nosso Futebol. No anúncio, foram confirmados os direitos de transmissão de quatro estaduais como os campeonatos Alagoano, Goiano, Cearense e Pernambucano e o Brasileirão Série C, Campeonato Paulista, vendidos no valor de R$29,90 com ambos compartilhados ao DAZN.
Dois dias depois do seu lançamento, os canais do projeto foram disponibilizados também pela operadora Claro TV+. No dia 8, a plataforma NordesteFC, que transmitia a Copa do Nordeste via streaming, anunciou que a Liga do Nordeste rescindiu com a plataforma. No entanto, no mesmo dia, foi confirmada a transmissão do torneio pelo projeto, que passa a substituir a plataforma, além do DAZN. Em 13 de janeiro, o canal anuncia a transmissão do Campeonato Cearense, sendo mais um torneio adquirido junto com o DAZN. Em 16 de agosto, o canal anuncia a transmissão da temporada 2023–24 da Bundesliga, sendo o primeiro torneio estrangeiro com cobertura na emissora.
Em 29 de agosto, foi lançada uma versão linear do canal nas operadoras em que está disponível, exibindo VTs das competições da Bundesliga e da Série C do Brasileirão, além de programas próprios, fazendo frente com canais como o SporTV, ESPN e o BandSports. A versão em PPV, que segue transmitindo ao vivo as competições, passou a se denominar Nosso Futebol+. O canal também passou a fazer parte da Stena Internacional. 

### SportyNet (2025–presente)
Em 19 de maio de 2025 o canal é vendido para o grupo africano Sporty Group. No dia 6 de junho, o canal adquiriu os direitos de transmissão da segunda divisão do Campeonato Brasileiro. No dia 10, é anunciado que o Nosso Futebol passaria a adotar o nome Sportynet, além de mudar a sua linha editorial, se aproximando de outros esportes e fechando negociações com a Vivo TV para disponibilizar o sinal, iniciando seu processo de expansão. O rebranding aconteceu às 0h do dia 7 de julho.

## Direitos de Transmissão
Futebol
- Brasileirão Série B (No Linear)
- Brasileirão Série C (No SportyNet+ e no Linear)
- Campeonato Alagoano de Futebol (No linear)
- Bundesliga (No linear)
- Campeonato Mineiro Feminino
- Campeonato Gaúcho Feminino
- Campeonato Pernambucano Feminino
- Campeonato Paulista de Futebol (No SportyNet+)
- Copa da França de Futebol (No Linear)
- European League of Football

Futsal
- Campeonato Brasileiro de Futsal
- Supercopa de Futsal